# Oleszewicze
Oleszewicze (biał. Алешавічы, Alieszawiczy; ros. Олешевичи, Olieszewiczi) – wieś na Białorusi, w rejonie mostowskim obwodu grodzieńskiego, około 12 km na północny wschód od Mostów.

## Historia
Pod koniec XVIII wieku Jan Niezabytowski herbu Lubicz kupił majątek Oleszewicze od rodziny Baranowiczów. Kolejnymi właścicielami tych dóbr byli potomkowie Jana: syn Krzysztof, wnuk Konstanty i prawnuk Karol Niezabytowski. Po 1920 roku w wyniku działów rodzinnych Oleszewicze zostały własnością najmłodszej córki Karola, Ireny późniejszej Ronikier (1907–1984), która była ostatnią właścicielką Oleszewicz w 1939 roku. 
Po III rozbiorze Polski w 1795 roku Oleszewicze, wcześniej należące do województwa trockiego Rzeczypospolitej, znalazły się na terenie guberni grodzieńskiej Imperium Rosyjskiego. Po ustabilizowaniu się granicy polsko-radzieckiej w 1921 roku Oleszewicze wróciły do Polski, znalazły się w gminie Kamionka w powiecie grodzieńskim województwa białostockiego. W 1929 roku gmina ta weszła w skład nowo otworzonego powiatu szczuczyńskiego w województwie nowogródzkim. Oleszewicze należały do parafii 
Objawienia Pańskiego i św. Antoniego w Kamionce. Od 1945 roku – w ZSRR, od 1991 roku – na terenie Republiki Białorusi. Do 2013 roku Oleszewicze należały do sielsowietu Mikielewszczyzna.
W 2009 roku wieś liczyła 34 mieszkańców.

## Dawny pałac
Istniejący do 1939 roku pałac w Oleszewiczach został wybudowany przez szambelana Adama Baranowicza w celu przyjęcia w nim króla Stanisława Augusta polującego w tych stronach. Możliwe, że wcześniejszy dwór stojący w tym miejscu, który przebudowano na pałac, został wzniesiony jeszcze w XVII wieku. Nie wiadomo, czy król rzeczywiście odwiedził pałac. W latach 1850–1855 pałac został gruntownie przebudowany zgodnie z planami architektów Aleksandra Grodeckiego i Adama Idźkowskiego.

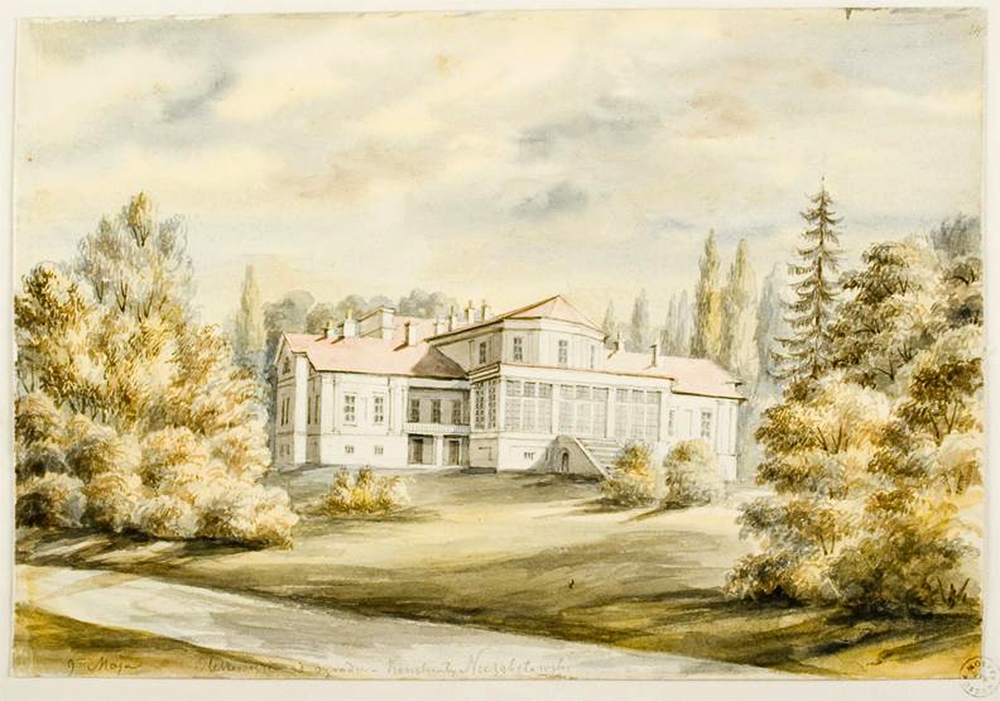
Pałac w Oleszewiczach od strony ogrodowej na rysunku Napoleona Ordy, (z 1860–1877 roku), Muzeum Narodowe w Krakowie

Pod koniec XVIII wieku pałac był parterowy, w części środkowej dwukondygnacyjny, wzniesiony na wysokich, sklepionych, zaopatrzonych w okna piwnicach.
Po przebudowie w połowie XIX wieku elewacja pałacu była dziewięcioosiowa z trójosiową piętrową częścią środkową, zaznaczoną ryzalitem. Przed pałacem był głęboki, parterowy portyk na wysokiej podmurówce, nad którym był, wsparty na czterech toskańskich kolumnach szeroki balkon z balustradką. 
Elewacja ogrodowa była zdominowana przez dwukondygnacyjny ryzalit nakryty gładkim dachem trójspadowym, przed którym wybudowano wielki, oszklony prostokątny ogród zimowy. Prowadziły z niego szerokie schody do ogrodu i parku.
Wnętrze pałacu było początkowo dwutraktowe z regularnym podziałem na pokoje. Z czasem pokoje dzielono, co zaburzyło symetrię. W części środkowej od frontu był duży westybul z jednobiegowymi schodami na piętro. W trakcie ogrodowym centralne miejsce zajmowała wielka sala balowa, początkowo zapewne wysokości dwóch kondygnacji. Ściany sali, salonów i pokoi zdobiła bogata kolekcja cennych obrazów, z której Oleszewicze były słynne. Zbierał je głównie Konstanty Niezabytowski. Biblioteka liczyła kilka tysięcy tomów. 
Pałac był otoczony pięknym kilkunastohektarowym XVIII-wiecznym staropolskim parkiem, który w XIX wieku został przeprojektowany w styl angielski. Przed pałacem istniał wielki, owalny, częściowo zadrzewiony trawnik z obiegającą go drogą dojazdową. Naprzeciw pałacu stał trzykondygnacyjny, podpiwniczony lamus z sześcioboczną wieżyczką widokową. Cały frontowy dziedziniec był otoczony kamiennym murem ze sztachetami. Po prawej i lewej stronie pałacu i lamusa stały dwie bramy wjazdowe zaznaczone każda trzema filarami. W obrębie folwarku stały stajnie i dwa ogromne zabudowania gospodarcze.
Pałac został ogołocony w czasie II wojny światowej, po wojnie jego mury stały przez pewien czas, po czym zostały rozebrane do fundamentów. Z zabudowań gospodarczych majątku do dziś stoi jedynie ruina jednego z nich i ruina lodowni. 
Majątek w Oleszewiczach został opisany w 3. tomie Dziejów rezydencji na dawnych kresach Rzeczypospolitej Romana Aftanazego.